# Ифтар
Ифта́р (араб. إفطار‎ — «разгове́ние») — вечерний приём пищи у мусульман во время исламского месяца Рамадан. Проводится до или после вечерней молитвы по местному времени.

## Порядок совершения
Ифтар начинается сразу после захода солнца. Его нежелательно откладывать на более позднее время.
Разговляться по сунне начинают финиками или водой. Пророк Мухаммад сказал: «Когда кто-нибудь из вас будет разговляться, пусть разговляется финиками, а если не найдёт фиников, пусть разговляется водой, ибо поистине она очищает».
После совершения ифтара произносятся следующие молитвы (дуа):
- Транскрипция: «Аллаахумма лякя сумту ва ‘аляя ризкыкя афтарту ва ‘аляйкя таваккяльту ва бикя аамант. Йа вааси‘аль-фадли-гфир лий. Аль-хамду лил-ляяхил-лязии э‘аанани фа сумту ва разакани фа афтарт».
- Перевод: «О, Господи, я постился для Тебя (ради Твоего довольства мною) и, используя Твои блага, разговелся. На Тебя надеюсь и в Тебя верю. Прости меня, о, Тот, Чья милость безгранична. Хвала Всевышнему, Который помог мне поститься и накормил меня, когда я разговлялся»[2].

- Транскрипция:«Аллаахумма лякя сумту ва бикя ааманту ва алейкя таваккяльту ва ‘аля ризкыкя афтарту. Фагфирли яй гаффару ма каддамту ва ма аххарту».
- Перевод: «О, Аллах (о, Господи)! Ради Твоего довольства мною я постился, уверовал в Тебя, положился на Тебя и совершил разговение, используя дары Твои. Прости мне прошедшие и последующие прегрешения, о, Всепрощающий!»[1][неавторитетный источник]

Галерея
- Ифтар в стамбульской мечети
- Пример иранского стола ифтара. Обед будет подан позже
- Самосы — обычная закуска ифтара в Пакистане